# Agafton
Agafton – wieś w Rumunii, w okręgu Botoszany, w gminie Curtești. W 2011 roku liczyła 263 mieszkańców.